# PalaPratizzoli
Il PalaPratizzoli (detto anche Palasport di Fidenza) è il palasport principale della città di Fidenza utile sia per dispute di partite casalinghe della Pallacanestro Fulgor Fidenza 2014, sia per ospitare eventi di vario genere (ad es. Arti marziali miste, pallavolo, calcio a 5, saggi di società site nella zona e manifestazioni di beneficenza). Il palazzetto vanta della presenza di 6 spogliatoi, (4 per atleti e 2 per ufficiali di campo) un bar, un'infermeria ed una piccola palestra per il riscaldamento. Sempre nell'interno dell'edificio sono ospitate la sede della Pallacanestro Fulgor Fidenza 2014 e della società di gestione dell'impianto.
L'impianto è situato a circa un chilometro dal centro della città, nei pressi della piscina coperta comunale e dello Stadio Dario Ballotta.
Il nome dell'impianto deriva dal celebre professore della città "Luigi Pratizzoli" al quale è stata anche dedicata una targhetta all'ingresso dell'edificio sopra la biglietteria
Nell'anno 2020 sono state inaugurate la "Study Room Archiviato il 15 agosto 2020 in Internet Archive." e un LedWall utile per la diffusione di immagini e animazioni durante gli eventi sportivi.

## Pallacanestro
L'immagine del palasport viene spesso associata allo sport della Pallacanestro proprio grazie al gran numero di partite che si disputano al suo interno.

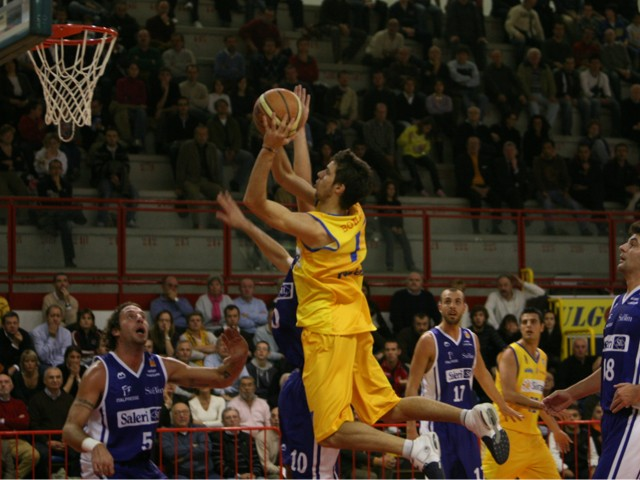
Una partita della squadra casalinga Pallacanestro Fulgor Fidenza 2014
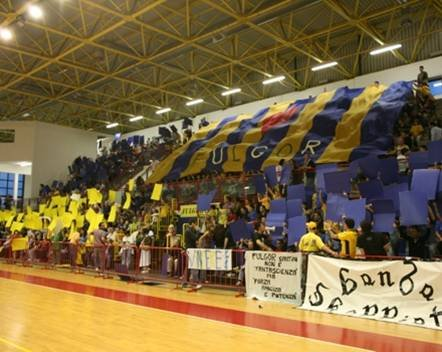
Finale girone b Fulgor
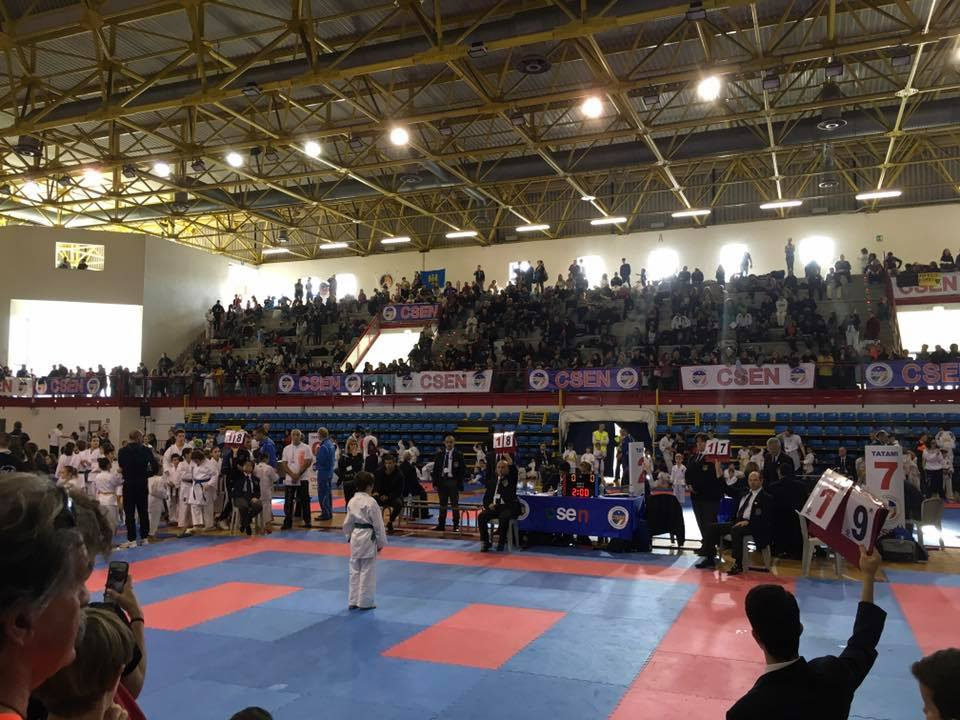
Una giuria valuta un karateka
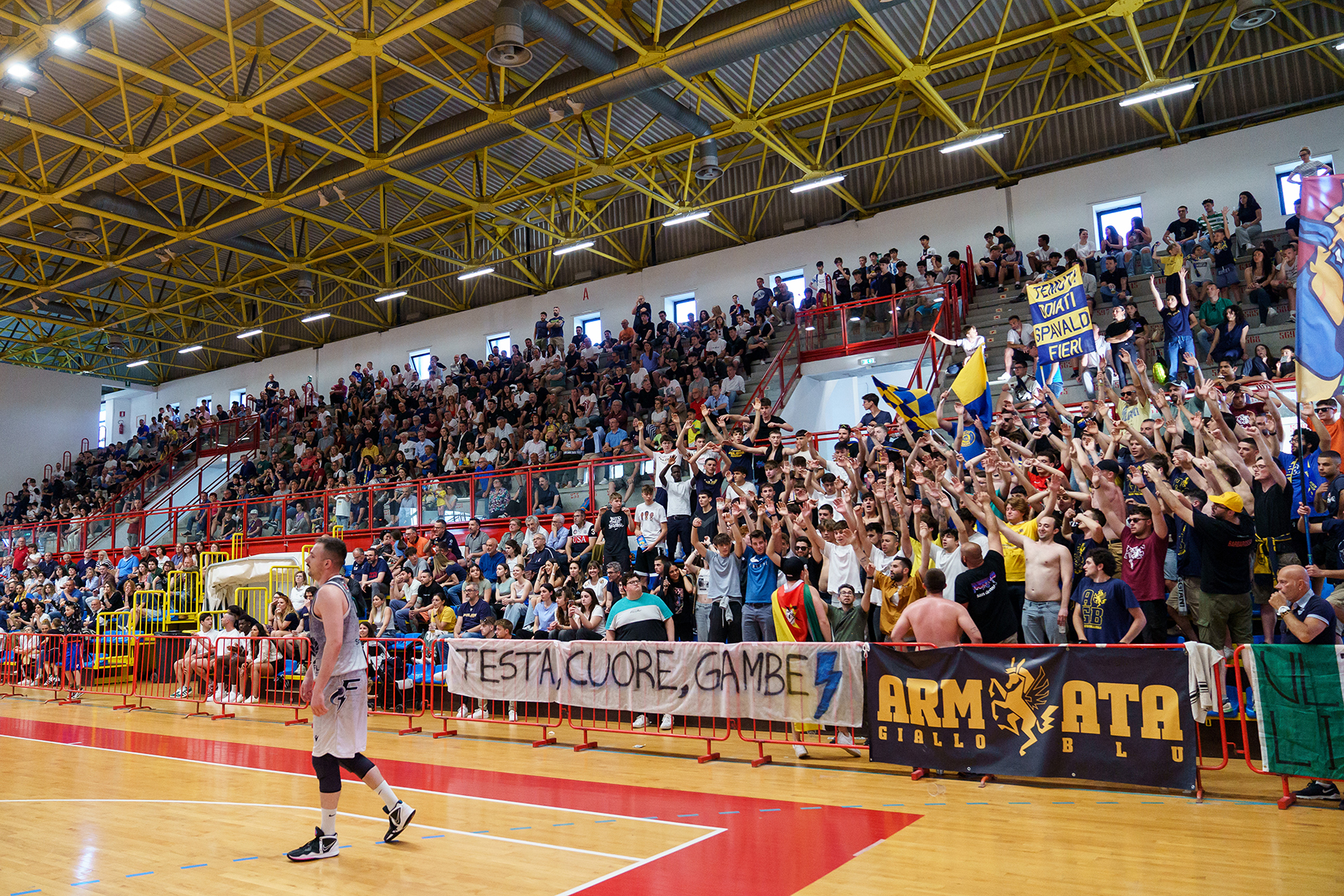
Play-off Fulgor Fidenza 2023-2024

## Eventi
- 2016 - Sede campionato nazionale CSEN
- 2017 - Finale Campionato cheerleader giovanili[collegamento interrotto]